# Amt Probstei
Het Amt Probstei is een Amt in de Duitse deelstaat Sleeswijk-Holstein. Het wordt gevormd door 20 gemeenten in de Landkreis Plön. Het bestuur zetelt in Schönberg. In Laboe bevindt zich een nevenvestiging.

## Deelnemende gemeenten
1. Barsbek
2. Bendfeld
3. Brodersdorf
4. Fahren
5. Fiefbergen
6. Höhndorf
7. Köhn
8. Krokau
9. Krummbek
10. Laboe
11. Lutterbek
12. Passade
13. Prasdorf
14. Probsteierhagen
15. Schönberg
16. Stakendorf
17. Stein
18. Stoltenberg
19. Wendtorf
20. Wisch